# Crociata dei fanciulli
La crociata dei fanciulli o crociata dei bambini o crociata degli innocenti è il nome dato a una serie di eventi, reali o leggendari, avvenuti nel 1212 dei quali esistono diversi resoconti spesso contraddittori e che sono materia di dibattito fra gli storici.

## La versione tradizionale

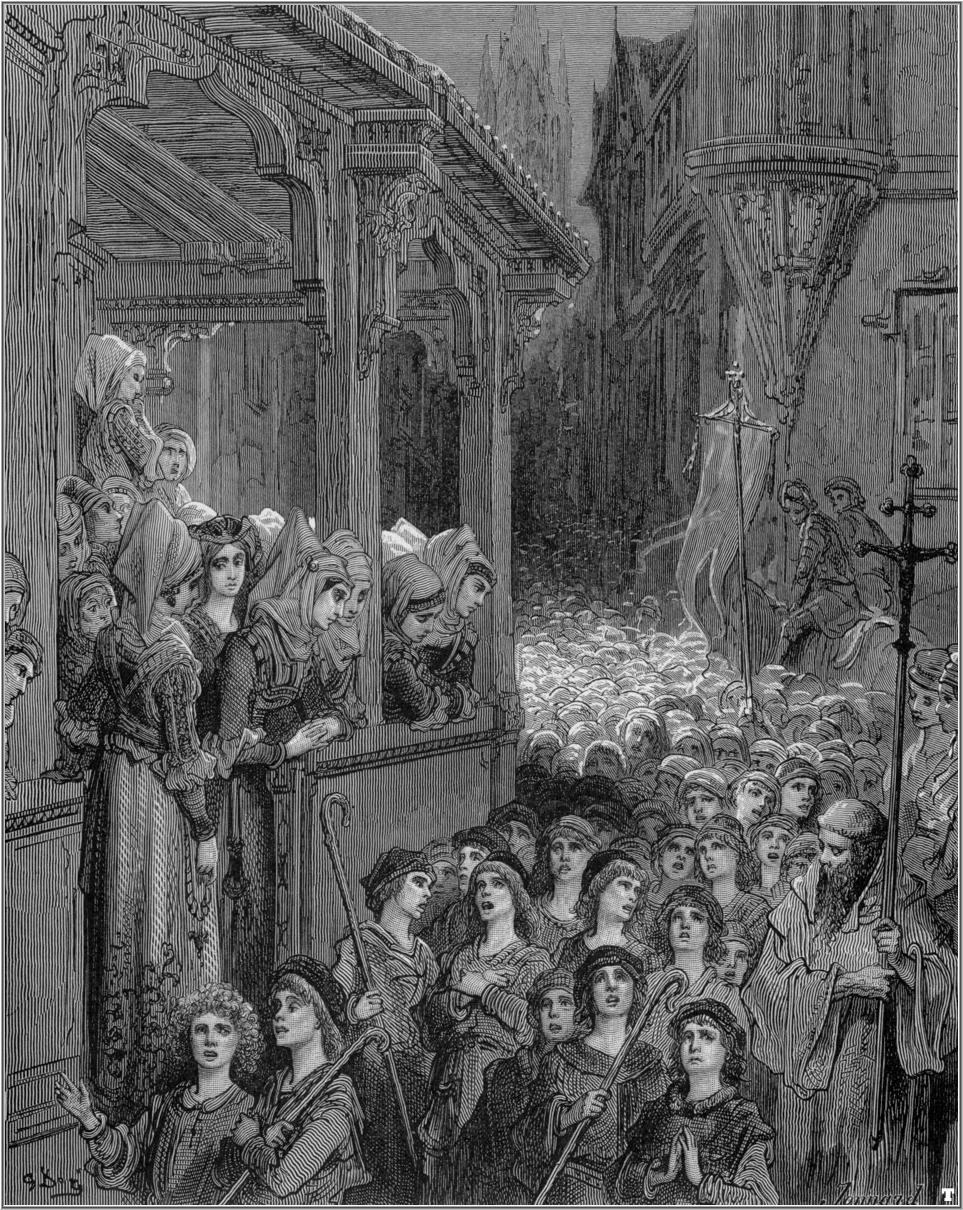
La crociata dei fanciulli in un'illustrazione di Gustave Doré.

La versione tradizionale afferma che nel maggio del 1212 un pastorello dodicenne di nome Stefano proveniente dal villaggio di Cloyes-sur-le-Loir, nei pressi di Châteaudun nell'Orleanese, si presentò alla corte del Re di Francia Filippo II "Augusto", affermando che Cristo in persona gli era apparso mentre conduceva le pecore al pascolo e gli aveva ordinato di raccogliere fedeli per la crociata, consegnandogli anche una lettera che diceva essergli stata affidata direttamente da Dio.
Filippo II diede la missiva ai teologi parigini che la considerarono un falso, quindi ordinò al fanciullo di tornare a casa, ma questo non si lasciò scoraggiare e iniziò a predicare in pubblico sulla porta dell'abbazia di Saint-Denis. Prometteva a quelli che si sarebbero uniti a lui che i mari si sarebbero aperti davanti a loro, come aveva fatto il Mar Rosso con Mosè, e che sarebbero così arrivati a piedi fino alla Terra santa. Il ragazzo iniziò a viaggiare per la Francia, raccogliendo proseliti e facendosi aiutare nella predicazione dai suoi convertiti.
Alla fine la Crociata partì verso Marsiglia. I piccoli crociati si precipitarono al porto per vedere il mare aprirsi, ma, poiché il miracolo non avveniva, alcuni si rivoltarono contro Stefano accusandolo di averli ingannati, e presero la via del ritorno. Molti rimasero in riva al mare, ad aspettare il miracolo ancora per alcuni giorni, finché due mercanti marsigliesi (secondo la tradizione si chiamavano Ugo il Ferreo e Guglielmo il Porco) offrirono ai fanciulli un "passaggio gratis". Stefano accettò di buon grado e così partirono sette navi con a bordo l'intero contingente di bambini.
Due delle sette navi affondarono per una tempesta al largo dell'isola dei Ratti, vicino all'Isola di San Pietro (in Sardegna) e tutti i loro occupanti morirono affogati. I fanciulli superstiti furono consegnati dai mercanti di Marsiglia ad alcuni musulmani che li vendettero come schiavi.

## Ricerche moderne
Secondo ricerche più recenti, nel 1212 vi furono in realtà due movimenti di persone, uno in Francia e uno in Germania. La similitudine fra i due movimenti fece sì che nelle cronache successive le due storie si fondessero nella versione sopra descritta. Secondo alcuni l'espressione "crociata dei fanciulli" deriverebbe dal fatto che nei documenti si usa il termine latino puer (fanciullo) intendendo in realtà pauper (povero); il fatto che poi si sia parlato di "fanciulli" deriverebbe da un'interpretazione errata. A quanto pare i documenti dell'epoca insistono sulla miseria dei pellegrini e non sulla loro età.
Il primo movimento fu avviato da un pastore tedesco di nome Nikolas che guidò un gruppo di persone attraverso le Alpi nella primavera del 1212. Circa 7 000 arrivarono a Genova verso la fine di agosto. Molti di loro tornarono in Germania, altri procedettero verso Roma, altri ancora si recarono a Marsiglia, dove probabilmente furono catturati dai mercanti di schiavi. Nessuno di loro raggiunse la Terra Santa tranne, forse, un gruppo partito da Pisa con due navi dirette in Palestina. Il secondo movimento fu guidato da un pastore francese di nome Stefano di Cloyes che affermava di aver ricevuto da Cristo una lettera per il re di Francia. Attrasse una folla di circa 30 000 persone e si recò a Saint-Denis, dove la leggenda racconta che fu visto compiere alcuni miracoli. Filippo II ordinò alla folla di tornare a casa e la maggior parte di loro eseguì l'ordine. Non vi è menzione che questi volessero recarsi in Terra santa. Le cronache successive romanzarono e fusero queste due vicende.

## Nella cultura di massa
La vicenda della Crociata è stata ripresa, per via dei notevoli spunti narrativi, in varie opere contemporanee.

### Narrativa
- Nel racconto Il mare e il tramonto del 1954 (poi inserito nella raccolta La dimora delle bambole) lo scrittore giapponese Yukio Mishima mette in scena proprio Stefano, che in seguito alla cattura nel porto di Marsiglia e a numerose vicende sarebbe giunto in Giappone al seguito di un maestro zen, e qui avrebbe vissuto il resto della vita con il nome di Anri.
- La crociata dei bambini è il titolo alternativo del romanzo di Kurt Vonnegut Mattatoio n. 5 del 1969.
- La crociata dei fanciulli viene spesso citata ne La bambina col falcone di Bianca Pitzorno.
- La crociata dei fanciulli è una delle vicende narrate dai dannati nel libro Lo stagno di fuoco di Daniele Nadir.
- La crociata dei bambini di Marcel Schwob, da cui è stato tratto uno spettacolo teatrale.
- Vi si fa riferimento nel racconto di Eraldo Baldini La collina dei bambini, incluso nella raccolta Gotico rurale.
- Ne parla Frank Schätzing nel romanzo Il diavolo nella cattedrale.
- La crociata dei bambini è citata nel libro I sette giorni di Allah di Gianni Bonina (Sellerio, 2012; ISBN  9788838925801).

### Fumetti
- La crociata degli innocenti (インノサン少年十字軍, Innocents Shounen Juujigun), manga di Usamaru v Furuya pubblicato da Ohta Shuppan tra il 2007 e il 2012.
- La crociata degli innocenti di Chloé Cruchaudet, edito da Coconino press nell'ottobre 2020.
- L'episodio è presente nella Storia d'Italia a fumetti di Enzo Biagi, in cui è illustrato da Milo Manara.
- La crociata dei bambini, primo crossover della serie Vertigo, scritto da Neil Gaiman e disegnato da Chris Bachalo, edito da Planeta DeAgostini nel 2007.
- L'Insonne, edito da Free Books: il secondo numero della serie edito nel maggio 2005 è intitolato La Crociata dei bambini[8].
- Detective Dante, edito da Eura Editoriale: dà il titolo al numero 19 della serie scritto da Lorenzo Bartoli e Roberto Recchioni e disegnato da Giorgio Pontrelli.
- Ne Il viaggio dei folli, speciale dell'ottobre 2008 della serie Dampyr, viene ripresa la vicenda della crociata dei fanciulli.
- La crociata dei bambini dà il titolo anche a una saga dei Giovani Vendicatori della Marvel Comics, che intraprendono un viaggio a Latveria, patria del Dottor Destino, alla ricerca di Scarlet.
- Nel fumetto Uccidete Nathan Never, Nathan Never recupera il libro La crociata dei bambini e il suo fedele amico Sigmund ne narra la storia. In seguito Nathan restituisce il libro alla legittima biblioteca da cui è stato rubato, ottenendo in cambio informazioni sul caso del bambino Tim su cui l'agente Alfa sta indagando.

### Film e televisione
- Cuor di leone (Lionheart), 1987.
- Dolf e la crociata dei bambini (Kruistocht in spijkerbroek), 2006.
- Nella serie televisiva Revolution del 2012, nell'episodio La crociata dei bambini compaiono ragazzi e bambini ribelli al regime dittatoriale del momento.
- Il piccolo crociato (Křižáček), 2017.
- Mister Car & i templari (Pan Samochodzik i Templariusze), 2023.

### Altri
- Il brano musicale di Sting Children's crusade del 1985 affronta la piaga generazionale della criminalità giovanile inglese, attirata anch'essa da falsi ideali.
- Il brano La crociata dei bambini di Vinicio Capossela del 2023 ne è liberamente ispirato.
- Nel videogioco Clive Barker's Jericho, negli ultimi livelli della missione storica Crusades, si incontrano i fantasmi dei "bambini crociati".
- Nel videogioco Medieval: Total War può comparire come evento casuale durante la campagna del gioco.